# Новомихайловское сельское поселение (Смоленская область)
Новомиха́йловское се́льское поселе́ние — муниципальное образование в составе Монастырщинского района Смоленской области России.
Административный центр — деревня Новомихайловское.
Главой поселения и Главой администрации является Иванов Сергей Викторович.

## Географические данные
- Общая площадь: 86,74 км²
- Расположение: северная часть Монастырщинского района
- Граничит:
  - на северо-востоке и востоке — с Александровским сельским поселением
  - на юге — с Добросельским сельским поселением
  - на западе — с Татарским сельским поселением
  - на северо-западе — с Краснинским районом.
- По территории поселения протекают реки Вихра, Молоховка.
- Проходит автодорога Монастырщина — Татарск.

## Население
| 2011 | 2012 | 2013 | 2014 | 2015 | 2016 | 2017 |
| ---- | ---- | ---- | ---- | ---- | ---- | ---- |
| 847  | ↘823 | ↘804 | ↘776 | ↘745 | ↘726 | ↘724 |
| 2018 | 2019 | 2020 | 2021 |      |      |      |
| ↗726 | ↘717 | ↘711 | ↗715 |      |      |      |

## Населённые пункты
На территории сельского поселения находятся 18 населённых пунктов:
| №  | Населённый пункт | Тип     | Население |
| -- | ---------------- | ------- | --------- |
| 1  | Берносечи        | деревня | 7         |
| 2  | Большие Остроги  | деревня | 80        |
| 3  | Босияны          | деревня | 10        |
| 4  | Вачково          | деревня | 18        |
| 5  | Городец          | деревня | 16        |
| 6  | Денисовка        | деревня | 3         |
| 7  | Доманово         | деревня | 59        |
| 8  | Карабановщина    | деревня | 32        |
| 9  | Кислое           | деревня | 39        |
| 10 | Колодино         | деревня | 41        |
| 11 | Малые Остроги    | деревня | 72        |
| 12 | Михайловка       | деревня | 92        |
| 13 | Новомихайловское | деревня | 258       |
| 14 | Перепечино       | деревня | 60        |
| 15 | Потапово         | деревня | 0         |
| 16 | Ходнево          | деревня | 5         |
| 17 | Холеево          | деревня | 34        |
| 18 | Шевердино        | деревня | 29        |